# Buford (Wyoming)
Buford is een plaatsje in Albany County in de Amerikaanse staat Wyoming. Het ligt tussen Laramie en Cheyenne op Interstate 80. Buford ligt op 2400 m hoogte, en dat maakt het de hoogstgelegen plaats langs de Interstate 80. De gemeente heet Buford ter ere van generaal John Buford.

## Geschiedenis
Buford is gesticht in 1866, tijdens de constructie van de transcontinentale spoorweg in Wyoming. In die periode heeft het dorp het hoogste inwonertal gehad: 2000. In 1880 is er een postkantoor gebouwd. In 1992 is het dorp gekocht door Don Sammons. Sammons woonde in Buford met zijn zoon, totdat zijn zoon verhuisde in 2007. Sammons zette het dorp te koop toen hij besloot dichter bij zijn zoon te gaan wonen. Het dorpje is op 5 april 2012 voor $900.000 verkocht aan twee Vietnamese mannen. Het dorpje bestaat nu uit een supermarkt, tankstation en een modulaire woning op 4 hectare land. Inmiddels telt Buford nog slechts één inwoner.